# Film d'amore e d'anarchia - Ovvero "Stamattina alle 10 in via dei Fiori nella nota casa di tolleranza..."
Film d'amore e d'anarchia - Ovvero "Stamattina alle 10 in via dei Fiori nella nota casa di tolleranza..." és una pel·lícula italiana del 1973 dirigida per Lina Wertmüller i protagonitzada per Giancarlo Giannini i Mariangela Melato. La història, ambientada a la Itàlia Feixista abans de l'esclat de la Segona Guerra Mundial, se centra en el personatge de Giannini, un anarquista que es queda en un bordell mentre es prepara per assassinar Benito Mussolini. El personatge de Giannini s'enamora d'una de les dones que treballaven al bordell. Aquesta pel·lícula explora les profunditats de les seves emocions pel que fa a l'amor, el seu odi pel feixisme i les seves pors de ser assassinat mentre assassinava Mussolini.
Film d'amore e d'anarchia va ser nominat a la Palma d'Or al 26è Festival Internacional de Cinema de Canes i Giannini hi va ser guardonat com a Millor actor.

## Argument
La pel·lícula comença quan Tunin (Giancarlo Giannini) s'assabenta que el seu amic, un anarquista que planejava matar Benito Mussolini, ha estat assassinat per la policia feixista de Mussolini al camp. Tunin decideix assumir la causa per la qual va morir el seu amic. A continuació, la pel·lícula mostra a Tunin entrant en un prostíbul de Roma i coneixent Salomè (Mariangela Melato), ambdós tenen una trobada sexual casual. Salomè explica les seves raons per ajudar en el complot d'assassinat, ja que la policia de Mussolini va matar a maltractaments el seu antic amant a Milà. La història continua mentre Salomè organitza que ella, Tunin i Tripolina (Lina Polito), una altra prostituta del bordell, passin el dia amb Spatoletti (Eros Pagni), el cap de la policia de Mussolini. Tots quatre van al camp prop de Roma, on es produirà l'assassinat d'aquí a uns dies. Salomé manté ocupat a Spatoletti mentre Tunin explora la zona i fa un pla. Tunin s'interessa, però, per Tripolina, i s'enamoren. Tunin convenç Tripolina de passar els dos dies següents amb ell abans de l'assassinat perquè tem que siguin els seus últims. El matí de l'assassinat, se suposa que Tripolina despertarà a Tunin d'hora. Ella l'estima i té por que mori, així que decideix que no el despertarà. Tripolina i Salomè discuteixen sobre això i què fer però al final decideixen deixar-lo dormir. Tunin es desperta i està furiós amb ambdues, i provoca una diatriba que crida l'atenció de la policia. Comença un tiroteig amb ells i crida que vol matar Mussolini. És capturat i apallissat fins a la mort per la policia. La pel·lícula acaba com va començar amb el títol complet de la pel·lícula "Stamattina alle 10, in via dei Fiori, nella nota casa di tolleranza..." Aquest matí a les 10, a la Via dei Fiori (carrer de les Flors), a un prostíbul conegut que és el titular d'un diari sense nom. L'article, que mostra la censura feixista, afirma que Tunin (que no té nom) va ser arrestat i després es va suïcidar.

## Repartiment
- Giancarlo Giannini com Antonio Soffiantini 'Tunin'
- Mariangela Melato com a Salomè
- Lina Polito com a Tripolina
- Eros Pagni com Giacinto Spatoletti
- Pina Cei com a Madame Aida
- Elena Fiore com a Donna Carmela
- Giuliana Calandra
- Isa Bellini com a Zoraide
- Isa Danieli com a prostituta
- Enrica Bonaccorti com a prostituta
- Anna Bonaiuto com a prostituta
- Anita Branzanti com a prostituta
- Maria Sciacca com a prostituta
- Anna Melato com a prostituta
- Gea Linchi com a prostituta
- Anna Stivala com a prostituta
- Roberto Herlitzka com a Paulasso

## Nominacions i premis
- 1973 - Festival de Canes
  - Millor interpretació masculina a Giancarlo Giannini
  - Candidatura a la Palma d'Or a Lina Wertmüller
- 1973 - Grolla d'oro
  - Millor actriu debutant a Lina Polito
  - Candidatura a la Millor actriu a Mariangela Melato
- 1973 - Premis del Cercle de Crítics de Cinema de Nova York
  - 3r lloc Millor actriu a Mariangela Melato
- 1974 - Nastro d'argento
  - Millor actor protagonista a Giancarlo Giannini
  - Millor actriu debutant a Lina Polito
  - Candidatura al Millor argument a Lina Wertmüller